# Prepona rubrodiscalis
Prepona rubrodiscalis är en fjärilsart som beskrevs av Biedermann 1926. Prepona rubrodiscalis ingår i släktet Prepona och familjen praktfjärilar. Inga underarter finns listade i Catalogue of Life.